# Volatilidad (finanzas)

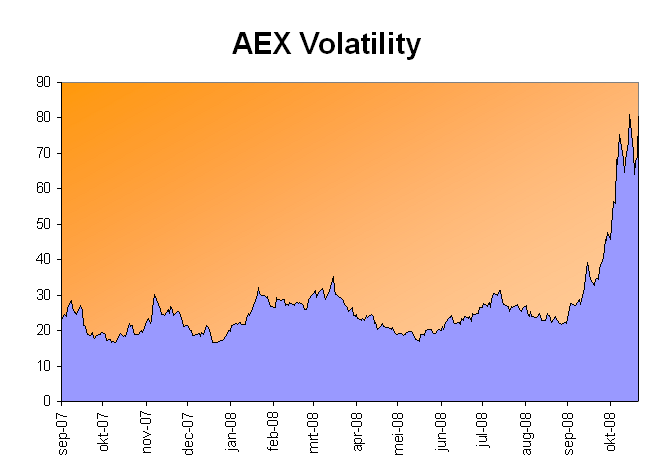
Gráfico que muestra la volatilidadv del índice AEX o Amsterdam Exchange Index.

Para volatilidad en química, véase Volatilidad (Química)
En matemática financiera, la volatilidad es una medida de la frecuencia e intensidad de los cambios del precio de un activo o de un tipo definido como la desviación estándar de dicho cambio en un horizonte temporal específico. Se usa con frecuencia para cuantificar el riesgo del instrumento. La volatilidad se expresa típicamente en términos anualizados y puede reflejarse tanto en un número absoluto (50¤ ± 5¤) como en una fracción del valor inicial E (50¤ ± 10%).
Para un instrumento financiero cuyo precio sigue un paseo aleatorio gaussiano (o proceso de Wiener) la volatilidad se incrementa según la raíz cuadrada del tiempo conforme aumenta el tiempo. Conceptualmente, esto se debe a que existe una probabilidad creciente de que el precio del instrumento esté más alejado del precio inicial conforme el tiempo aumenta. Matemáticamente, este es un resultado directo de aplicar el lema de Itō al proceso estocástico.
La volatilidad histórica es la volatilidad de un instrumento financiero basado en retornos históricos. Esta frase se usa particularmente cuando se desea distinguir entre la volatilidad efectiva de un instrumento en el pasado de la volatilidad actual debida al mercado *.

## Volatilidad para agentes del mercado
La volatilidad es vista con frecuencia como negativa en tanto que representa incertidumbre y riesgo. Sin embargo, la volatilidad puede ser positiva en el sentido de que puede permitir obtener beneficio si se vende en los picos y se compra en las bajas, tanto más beneficio cuanto más alta sea la volatilidad. La posibilidad de obtener beneficios mediante mercados volátiles es lo que permite a los agentes de mercado a corto plazo obtener sus ganancias, en contraste con la visión inversionista a largo término de comprar y mantener.

Los operadores que hacen una inversión no se refieren a la volatilidad de un activo sino que invierten en la rentabilidad esperada del mismo.

Podemos obtener rentabilidad de nuestras operaciones de dos maneras: Al alza o posicionándonos "largos", que consiste en comprar acciones en previsión de una tendencia alcista, para su posterior venta en rangos de precios más altos que los de compra. En el caso de estar inmersos en una tendencia bajista también podemos obtener beneficios operando a la baja o "corto", vendiendo acciones a precios altos para recomprarlas a precios más bajos; determinados brokers están vinculados a este tipo de operaciones "en corto" a comisiones crediticias (derivadas del 'alquiler' de los títulos al vender previamente a la compra).

## Volatilidad frente a dirección
La volatilidad no indica dirección (debido al hecho de que todos los cambios son cuadráticos). Un instrumento más volátil es de esperar que incremente o decremente su valor más fácilmente que uno menos volátil.

## Volatilidad a lo largo del tiempo
Algunos tipos de activos experimentan periodos de volatilidad alta y baja. En algunos momentos los precios pueden subir o bajar rápidamente, mientras que en otros pueden parecer estancados.
Los períodos en los que los precios caen rápidamente (un crash) son seguidos, frecuentemente, por periodos en los que los precios caen aún más, o suben de forma inusual. Igualmente una subida rápida (una burbuja) es seguida, con frecuencia, por subidas o bajadas de una amplitud inusual. Esto es debido a la baja liquidez que presenta el mercado. Los participantes prefieren retirarse y esperar una vuelta a la normalidad. Es denominado como riesgo de selección adversa, los inversores no entienden la situación y se dan cuenta de que les falta información.
Los períodos de pequeñas variaciones en los precios también pueden prolongarse en el tiempo.
Generalmente, los movimientos extremos no aparecen 'de la nada'; son presagiados por movimientos más amplios de lo usual. Este tipo de comportamiento puede representarse con modelos de heterocedasticidad condicional autorregresiva.
Por supuesto es difícil predecir si estos movimientos amplios se mueven en la misma dirección, o en la opuesta.

## Definición
{\displaystyle \sigma ={\sigma _{SD} \over {\sqrt {P}}}},
donde {\displaystyle P} es el período en años de los retornos. La volatilidad generalizada {\displaystyle \sigma _{T}} para el horizonte temporal {\displaystyle T} se expresa como:
{\displaystyle \sigma _{T}=\sigma {\sqrt {T}}}.
Por ejemplo, si los retornos diarios de una acción tienen una desviación de 0.01 y hay 252 días de intercambio en un año, entonces el período temporal de los retornos es 1/252 y la volatilidad anualizada es:
{\displaystyle \sigma ={0.01 \over {\sqrt {1/252}}}=0.1587}.
La volatilidad mensual (i.e., {\displaystyle T=1/12} de año) sería
{\displaystyle \sigma _{mes}=0.1587{\sqrt {1/12}}=0.0458}.
Nótese que la fórmula usada para anualizar los retornos no es determinista, pero es una extrapolación válida para un proceso de Wiener. Generalmente, la relación entre volatilidades en diferentes escalas temporales es más complicada, implicando al exponente de estabilidad de Lévy {\displaystyle \alpha }:
{\displaystyle \sigma _{T}=T^{\frac {1}{\alpha }}\sigma }.
Si {\displaystyle \alpha =2} se obtiene la relación de escala del proceso de Wiener, pero usualmente {\displaystyle \alpha <2} para activos financieros tales como acciones e índices.